# Échourgnac
Échourgnac é uma comuna francesa na região administrativa da Nova Aquitânia, no departamento Dordonha. Estende-se por uma área de 34,25 km². Em 2010 a comuna tinha 399 habitantes (densidade: 11,6 hab./km²).